# There by the Grace of God
"There by the Grace of God" é uma canção da banda britânica de rock Manic Street Preachers, lançada em outubro de 2002 como o single do álbum greatest hits Forever Delayed, lançado no mesmo ano.
A música faz referência à "Coma White", de Marilyn Manson. O CD single inclui várias canções em Lado B e também remixes e clipes, numa versão DVD.
A música alcançou a sexta posição na UK charts.

## Faixas
CD single 1
1. "There by the Grace of God" – 3:48
2. "Automatik Teknicolour" – 3:37
3. "It's All Gone" – 4:05
4. "There by the Grace of God" (vídeo)

CD single 2
1. "There by the Grace of God"
2. "Unstoppable Salvation" – 2:54
3. "Happy Ending" – 3:29

DVD
1. "There by the Grace of God" (vídeo)
2. "There by the Grace of God (Saint Etienne Mix)" – 5:07
3. "There by the Grace of God (Starecase Mix)" – 4:55
4. Multimedia

## Paradas
| Parada (2004)               | Melhor posição |
| --------------------------- | -------------- |
| UK Singles Chart            | 6              |
| The Official Finnish Charts | 9              |

Desempenho na parada do Reino Unido
| Posição | 6 | 29 |

## Ficha técnica
Banda
- James Dean Bradfield - vocais, guitarra
- Nicky Wire - baixo
- Sean Moore - bateria